# Parc national d'Ile-Alatau
Le parc national d'Ile-Alatau est un parc national du Kazakhstan situé dans l'oblys d'Almaty. 

## Situation
Fondé en 1996 il a une superficie d'environ 2 000 km2
Il est situé dans les montagnes au sud d'Almaty entre la Gorge Turgen et la Rivière Chemlogan. 
Le parc borde la réserve naturelle d'Almaty qui entoure le Pic Talgar,.

## Faune et flore

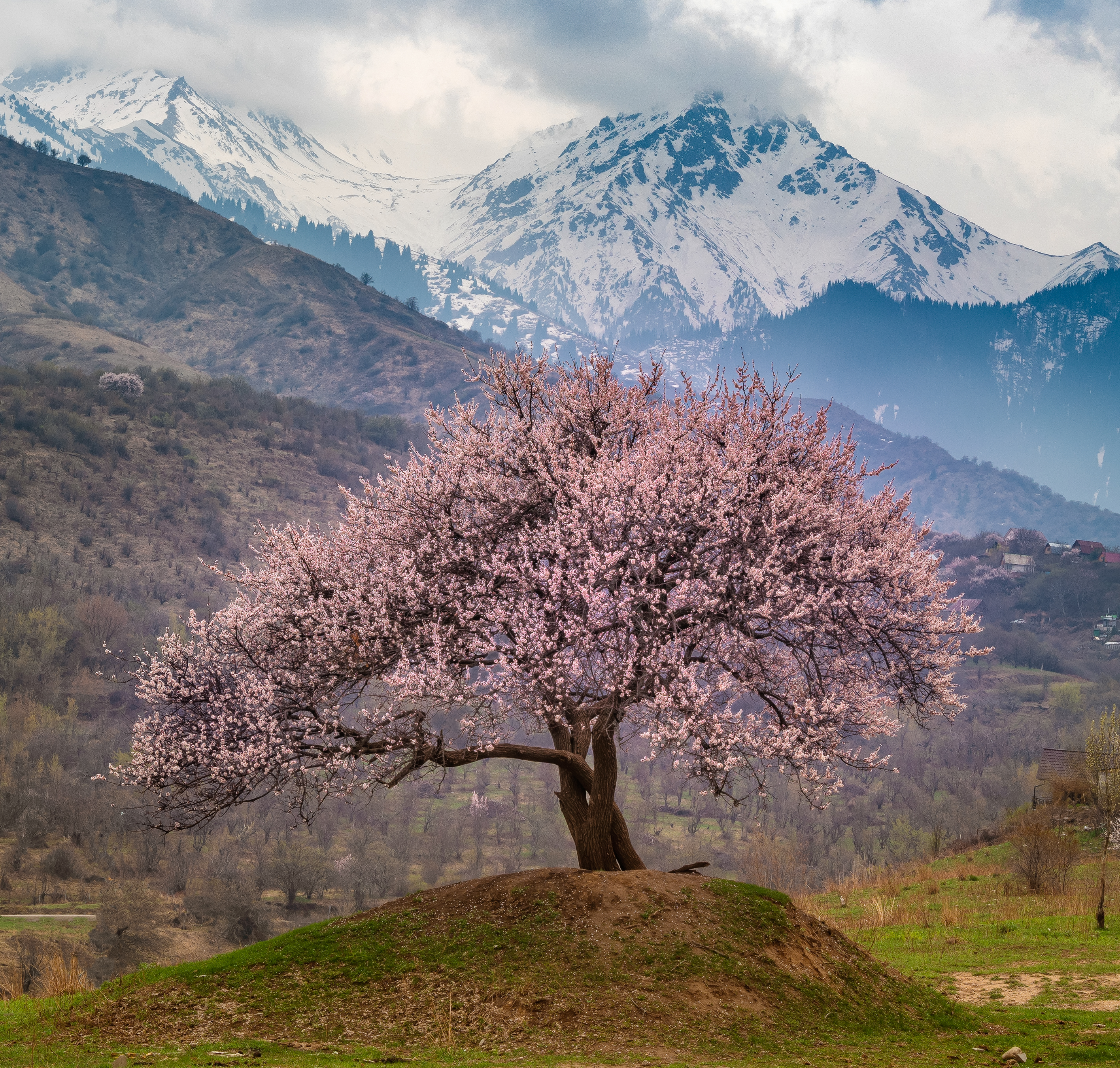
Un abricotier dans le parc national d'Ile-Alatau. Avril 2022.

Le paysage est formé de terres boisées, de prairies alpines, de glaciers et de lac. 
Les espèces d'arbres comprennent l'abricot, l'érable et le pommier. 
Le parc national de l'Ile-AlatauUn enregistre plus de 300 espèces animales.
Le parc abrite l'once, le lynx boréal, l'ours brun, la fouine, l'ibex de Sibérie, le gypaète barbu et l'aigle royal. 
Les autres espèces d'oiseaux remarquables trouvés dans le parc comprennent tétraogalle de l'Himalaya, bec-d'ibis tibétain, petit-duc scops et Pic tridactyle,,.